# Grégoire Benoist de Lostende
Pour les articles homonymes, voir Benoist et Lostende.
Ne doit pas être confondu avec Othon Grégoire Benoît de Lostende.
 (février 2019).
Si vous disposez d'ouvrages ou d'articles de référence ou si vous connaissez des sites web de qualité traitant du thème abordé ici, merci de compléter l'article en donnant les références utiles à sa vérifiabilité et en les liant à la section « Notes et références ».
Grégoire Benoist, baron de Lostende, né le 8 juillet 1786 au château de Reignefort, près d'Isle (Haute-Vienne) et mort à Mâcon le 12 avril 1849, est un général français.

## Biographie
Fils de François-Maurice Benoist de Lostende, capitaine au régiment de Rohan-Soubise, et de Anne-Elisabeth de La Biche de Reignefort, il sort de l’école spéciale impériale militaire en mars 1806, pour rejoindre, comme sous-lieutenant, le 75e régiment d’infanterie de ligne, à l'armée des côtes de l'Océan. Fait prisonnier avec le corps du général Dupont, à la suite de la capitulation de Baylen en juillet 1808, il est conduit sur les prisons flottantes en rade de Cadix.
Dans la nuit du 5 juin 1809, il parvient à s'échapper à la nage du ponton la Vieille-Castille, avec un de ses codétenus, et à gagner, à l'aide d'un canot, la côte de Tanger, où il se place sous la protection du consul français.
Quelques mois après, à la nouvelle de la marche de Claude-Victor Perrin, duc de Bellune, sur Cadix, Lostende, secondé par quelques Français réfugiés comme lui au Maroc, arme un petit bâtiment et traverse en plein jour le détroit de Gibraltar, en vue de la flotte anglaise, pour débarquer au cap Trafalgar et rejoindre l'armée française.
Après la campagne de Russie, qu'il fait comme capitaine au régiment d'Illyrie, il reçoit la croix de légionnaire des mains de Napoléon Ier, à Dresde, le 22 juillet 1813 et devient aide-de-camp du général Guilleminot. Grièvement blessé d'un coup de baïonnette dans l'aine, pendant la retraite, le 9 novembre, il est fait prisonnier par les Autrichiens. Il ne rentre des prisons de Hongrie qu'en juin 1814. À la bataille de Waterloo, il combattait avec son général dans les rangs du 2e corps commandé par Jérôme Bonaparte.
À l'ouverture de la campagne de 1823 en Espagne, il suit le général Guilleminot, major-général de l'armée, et obtient le grade de chef de bataillon avec la croix d'officier.
En 1827, il accompagne Guilleminot dans son ambassade à Constantinople.
En 1828, il prend part, comme volontaire, à l’expédition de Morée et rentre en France avec Guilleminot, en septembre 1831.
En 1834, il assiste aux manœuvres de l'armée sarde, comme chef d'état-major de la 19e division, et est envoyé à Londres en 1837, comme membre d'une commission créée pour la révision du code pénal militaire : il reçut la croix de commandeur à son retour.
Promu maréchal de camp le 27 février 1841, Benoist de Lostende est ensuite employé à Poitiers, au camp de Compiègne, à Mâcon et à Chalon-sur-Saône. 
Admis à la retraite en septembre 1848, il meurt à Mâcon avant son 63e anniversaire.
Gendre de Jacques-Philibert Burignot de Varenne, il est le beau-père de l'attaché naval Henri Mercier de Lostende et de Barthélemy de Las Cases.